# Имперфекат
Имперфекат (од лат.  — „несвршен”) или прошло несвршено време је глаголски облик за изрицање радње која је трајала у прошлости. Имперфекат је прошло несвршено време, и као такво, може се творити само од несвршених глагола. Имперфекат постоји у већини романских језика, и пар других језика.

## Историјски развој
Имперфекат је наслеђен из прасловенског језика, где је имао широку употребу за означавање трајних радњи у прошлости. У старословенском језику имперфекат је био редовно у употреби, што потврђују најстарији словенски споменици.
Током развоја српског језика, имперфекат је постепено губио своју функцију, посебно у северним дијалектима, где га је заменио перфекат.

## Употреба

### Српски језик
У српском језику, имперфекат се ретко користи и често је сматран архаичним обликом. Поред говора јужне Србије (нарочито у граду Врању и околини) имперфекат је сачуван и у зетско-рашком дијалекту.
Имперфекат се гради од инфинитивне основе или презентске основе и тројаких наставака (у зависности од тога како се завршава инфинитивна основа глагола):
1. Од инфинитивне основе гради се имперфекат свих глагола којима се основа завршава самогласником а (глаголи Ⅱ, Ⅳ, Ⅴ и Ⅶ врсте)
| Лице | Једнина | Множина |
| ---- | ------- | ------- |
| 1.   | -ах     | -асмо   |
| 2.   | -аше    | -асте   |
| 3.   | -аше    | -аху    |

| певати | певати | певати  |
| ------ | ------ | ------- |
| 1.     | певах  | певасмо |
| 2.     | певаше | певасте |
| 3.     | певаше | певаху  |

Крајњи самогласник а из инфинитивне основе сажима се са почетним а из наставка за облик у једно дуго ā: орāх, држāх, певāх итд.
2. Од презентске основе (окрњене одбијањем последњег самогласника) гради се имперфекат свих осталих глагола, и то двојаким наставцима.
2. ) Од глагола чија се инфинитивна основа завршава сугласником (глаголи Ⅰ врсте), имперфекат се гради додавањем следећих наставака на окрњену презентску основу глагола:
| Лице | Једнина | Множина |
| ---- | ------- | ------- |
| 1.   | -ијāх   | -ијāсмо |
| 2.   | -ијāше  | -ијāсте |
| 3.   | -ијāше  | -ијāху  |

| трести | трести    | трести     |
| ------ | --------- | ---------- |
| 1.     | тресијāх  | тресијāсмо |
| 2.     | тресијāше | тресијāсте |
| 3.     | тресијāше | тресијāху  |

На тај начин настају следећи облици имперфекта: тресијāх (инфинитивна-аористна основа: трес-ох, презентска основа тресе-мо, окрњена презентска основа: трес-), плетијāх (инфинитивна-аористна основа: плет-ох, презентска основа плете-мо, окрњена презентска основа: плет-), итд.
2. ) Од глагола чија се инфинитивна основа завршава на било који самогласник осим а (глаголи Ⅲ, Ⅳa и Ⅵ врсте), имперфекат се гради додавањем следећих наставака на окрњену презентску основу глагола:
| Лице | Једнина | Множина |
| ---- | ------- | ------- |
| 1.   | -āх     | -āсмо   |
| 2.   | -āше    | -āсте   |
| 3.   | -āше    | -āху    |

| Градити | Градити | Градити  |
| ------- | ------- | -------- |
| 1.      | грађах  | грађасмо |
| 2.      | грађаше | грађасте |
| 3.      | грађаше | грађаху  |

Тако настају следећи облици имперфекта: ношах (инфинитивна основа: носи-ти, презентска основа носи-мо, окрњена презентска основа: нос-), чујах (инфинитивна основа: чу-ти, презентска основа чује-мо, окрњена презентска основа: чуј-)
У овој подгрупи, тачније код глагола Ⅵ врсте, којима инфинитивна основа завршава на самогласник и, долази до јотовања крајњег сугласника основе (након што је глас и постао гласом ј): ношах, вожах, грађах итд.
По аналогији са њима, до јотовања долази и код глагола којима инфинитивна основа завршава на самогласник у (глаголи Ⅲ врсте): брињах (инфинитивна основа: брину-ти, презентска основа: брине-мо, окрњена презентска основа: брин-), тоњах (инфинитивна основа: тону-ти, презентска основа: тоне-мо, окрњена презентска основа: тон-).
Због овога, граматичари говоре и о трећем наставку за творбу имперфекта: -јāх, који се, осим у овим случајевима, среће и код неких глагола неправилних облика (нпр. глагол ићи — имперфекат: иђах), као и код неких глагола Ⅴ врсте: умејах, смејах, у којима се сугласник ј могао развити и фонетским путем, нашавши се између два самогласника.
Помоћни глагол бити има двојаке облике за имперфекат:
| Лице | Једнина | Множина |
| ---- | ------- | ------- |
| 1.   | бејах   | бејасмо |
| 2.   | бејаше  | бејасте |
| 3.   | бејаше  | бејаху  |

| Лице | Једнина | Множина |
| ---- | ------- | ------- |
| 1.   | бех     | бесмо   |
| 2.   | беше    | бесте   |
| 3.   | беше    | беху    |

У појединим наречјима српскога језика се имперфект може градити и од свршених глагола, и онда представља више пута поновљену доживљену радњу из прошлости.
Примери савремене употребе имперфеката свршених глагола (из града Врања):
"Он подвикнаше на дете." (упоредити с аористом у "Он подвикну на дете", који означава тачно једну радњу у прошлости).
"Када се она дотераше, изгледаше као богиња." - први имперфект је од свршена, а други од несвршена глагола.
"Он дођеше до нас." (овде је завршетак "-еше" некњижеван, али тако се говори у јужној Србији).
Пример из јужне Црне Горе:
"Он довуцијаше дрва." (више пута поновљена и доживљена радња из прошлости. Употребом аориста би се добило "Он довуче дрва", што представља тачно једну доживљену радњу).

### Други словенски језици
Имперфекат се задржао у различитом степену у другим словенским језицима. У бугарском и македонском језику имперфекат је активно у употреби и представља основно прошло време за изражавање трајних радњи.
У руском језику имперфекат је нестао већ у раном периоду развоја, док се у пољском и чешком језику задржао само у архаичним облицима.

## Семантичка вредност
Имперфекат изражава радње које су се одвијале у прошлости без означавања њиховог завршетка. Ова временска категорија има следеће основне функције:
- Дуративност - изражавање трајања радње: Читах књигу цео дан
- Итеративност - понављање радње: Сваког јутра устајах рано
- Хабитуалност - навикнуте радње: У младости много путовах

## Стилистичка употреба
У савременој српској књижевности имперфекат се користи као стилистичко средство за постизање архаичног или свечаног тона. Многи писци користе имперфекат у историјским романима или поезији за евоцирање прошлих времена.